# Dragey-Ronthon
 Dragey-Ronthon  es una población y comuna francesa, situada en la región de Baja Normandía, departamento de Mancha, en el distrito de Avranches y cantón de Sartilly.

## Demografía
| 695 | 632 | 569 | 597 | 571 | 616 |
| Para los censos de 1962 a 1999 la población legal corresponde a la población sin duplicidades (Fuente: INSEE [Consultar]) |     |     |     |     |     |

## Historia
En 1973, las comunas de Dragey, Genêts, Ronthon y Saint-Jean-le-Thomas formaron la cumuna de Dragey-Tombelaine. Genêts, Ronthon y Saint-Jean-le-Thomas tenían estatuto de communes associées. En 1979, Genêts et Saint-Jean-le-Thomas recuperaron su independencia, por lo que la comuna adoptó el nombre de Dragey-Ronthon.